# Хёй Каянь
Хёй Каянь (также встречаются ошибочные передачи Хуэй Ка Ян, Хуэй Ка Янь; иер. 许家印, кант.-рус. Хёй Каːянь, ютпх. Heoi2 Gaa1-jan3, кит.-рус. Сюй Цзяинь; англ. Hui Ka Yan; род. 9 октября 1958, Тайкан, Хэнань) — китайский миллиардер, председатель совета директоров и партийный секретарь холдинга Evergrande Group.

## Детство и юность
Хёй Каянь родился 9 октября 1958 года в деревне Цзютайган в провинции Хэнань. Его отец был ветераном Японо-китайской войны, после её окончания стал кладовщиком в администрации родной деревни. Мать Хёй Каяня умерла от сепсиса, когда ему было 8 месяцев. С 16 лет он был разнорабочим, затем в 1978 году поступил в Уханьский институт металлургии (ныне Уханьский научно-технический университет).

## Карьера
После окончания университета Хёй Каянь по распределению попал в Уянскую металлургическую компанию. Около десяти лет он проработал в сталепрокатном цехе. В 1992 году он переехал в Шэньчжэнь.
В 1997 году Хёй Каянь основал Evergrande Group. Хёй является крупнейшим акционером компании, ему принадлежит 60 % её акций (по сведениям на декабрь 2021 года). В августе 2023 года его состояние оценивалось в 1,7 млрд долларов США, тогда как наибольшим оно было в 2017 году и составляло 45,3 млрд.
В 2008 году Хёй Каянь стал членом Всекитайского комитета Народного политического консультативного совета Китая, высшего совещательного органа власти в стране. В ноябре 2022 года он пропустил сессию комитета из-за кризиса в Evergrande, затем в марте 2023 года ему было рекомендовано не посещать ежегодную сессию НПКСК.
28 сентября 2023 года торговля акциями Evergrande была приостановлена после известий о полицейском расследовании в отношении Хёй Каяня. По данным источников  Bloomberg глава Evergrande Group  находится под домашним арестом и контролем полиции. Он был задержан китайской полицией в начале сентября 2023 года и находится под наблюдением.